# Hastings (rzeka)
Hastings – rzeka, o długości 128 km, w stanie Nowa Południowa Walia w Australii. Początkiem rzeki są źródła w parku narodowym Werrikimbe.
Miejscowości położone nad rzeką Hastings:
- Ellenborough
- Wauchope
- Port Macquarie